# Kernkraftwerk Rajasthan
Das indische Kernkraftwerk Rajasthan, auch Rajasthan Atomic Power Station (RAPS) oder Rawatbhata Atomic Power Project (RAPP) genannt, liegt etwa 65 Kilometer von Kota entfernt am Chambal, rund drei Kilometer oberhalb des Damms, der den Stausee Rana Pratap Sagar aufstaut. Die Anlage liegt im Bundesstaat Rajasthan, Distrikt Chittorgarh und besteht aus sechs aktiven Reaktorblöcken, sowie jeweils einem stillgelegten und einem in Bau befindlichen Block.
Die nächste Ortschaft ist Tamlao. Rawatbhata ist etwa elf Kilometer entfernt. Dort sind die Arbeiter des Kraftwerks untergebracht. In Kota befindet sich seit den 1980er-Jahren eine Fabrik für schweres Wasser.
RAPS-1 war ein CANDU-Reaktor und Indiens erster Druckwasserreaktor mit schwerem Wasser als Moderator (PHWR). Der Bau wurde 1971 mit kanadischer Hilfe als 220 MW-Reaktor begonnen; der Reaktor wurde am 11. August 1972 kritisch. Nach dem indischen Kernwaffentest von 18. Mai 1974 in Pokharan zog sich Kanada aus der Zusammenarbeit zurück. Daher wurde der zweite Reaktor erst Oktober 1980 kritisch.
Nach vielen Zwischenfällen und Reparaturen erreichte RAPS-1 100 MW Leistung, RAPS-2 ca. 200 MW.
Im Rahmen des Ausbaus der Kernenergienutzung wurden drei weitere PHWR mit einer Leistung von je 220 MW gebaut. RAPS-3 wurde am 24. Dezember 1999, RAPS-4 am 3. November 2000 und RAPS-5 am 22. Dezember 2009 kritisch. RAPS-6 ging schließlich am 28. März 2010 erstmals ans Netz.
2014 wurde RAPS-1 stillgelegt.
Die Reaktoren RAPS-7 und 8 mit einer Leistung von je 700 MW waren seit 2011 im Bau, ihre Fertigstellung ursprünglich für 2017 geplant.

RAPS-7 wurde am 19. September 2024 erstmals kritisch, am 17. März 2025 mit dem Stromnetz verbunden und ging am 15. April des Jahres in den kommerziellen Betrieb.

## Unfälle
Am 2. Februar 1994 wurde RAPS-1 abgeschaltet, da Helium und Tritium aus einem Ventil entwichen. Nachdem eine Methode entwickelt wurde, das Ventil zu versiegeln, wurde der Reaktor am 31. März 1997 wieder angefahren.
Im August 1994 wurde RAPS-2 für 3 ½ Jahre stillgelegt, da zahlreiche Kühlrohre leckten. Man tauschte die Zirkalloy-Rohre gegen widerstandsfähigere aus Zirkon-Niob aus. Nach erfolgter Reparatur ging der Reaktor wieder ans Netz.
Am 5. Mai 1998 lief nach einem Leck in einem Wärmeübertrager eine große Menge Tritium in den Stausee.
Im Oktober 2014 wurde bekannt, dass der abgeschaltete Reaktor RAPS-1 nicht wieder hochgefahren werden soll. RAPS-1 ist damit der erste kommerzielle Atomreaktor Indiens der dauerhaft stillgelegt wurde.

## Daten der Reaktorblöcke
Das Kernkraftwerk Rajasthan hat insgesamt sechs Blöcke:
| Reaktorblock       | Reaktortyp    | Netto- leistung | Brutto- leistung | Baubeginn  | Netzsyn- chronisation | Kommer- zieller Betrieb | Abschal- tung |
| ------------------ | ------------- | --------------- | ---------------- | ---------- | --------------------- | ----------------------- | ------------- |
| Rajasthan (RAPS)-1 | CANDU-Reaktor | 90 MW           | 100 MW           | 01.08.1965 | 30.11.1972            | 16.12.1973              | 09.10.2004    |
| Rajasthan (RAPS)-2 | PHWR          | 187 MW          | 200 MW           | 01.04.1968 | 01.11.1980            | 01.04.1981              |               |
| Rajasthan (RAPS)-3 | PHWR          | 202 MW          | 220 MW           | 01.02.1990 | 10.03.2000            | 01.06.2000              |               |
| Rajasthan (RAPS)-4 | PHWR          | 202 MW          | 220 MW           | 01.10.1990 | 17.11.2000            | 23.12.2000              |               |
| Rajasthan (RAPS)-5 | PHWR          | 202 MW          | 220 MW           | 18.09.2002 | 22.12.2009            | 31.12.2009              |               |
| Rajasthan (RAPS)-6 | PHWR          | 202 MW          | 220 MW           | 20.01.2003 | 28.03.2010            | 31.03.2010              |               |
| Rajasthan (RAPS)-7 | PHWR          | 630 MW          | 700 MW           | 18.07.2011 | 17.03.2025            | 15.04.2025              | -             |
| Rajasthan (RAPS)-8 | PHWR          | 630 MW          | 700 MW           | 30.09.2011 | (2025/2026 geplant)   | -                       | -             |